# Martyrs & Madmen: The Best of Roger Daltrey
Martyrs & Madmen: The Best of Roger Daltrey je kompilační album Rogera Daltreyho vydané v roce 1997.

## Seznam skladeb
1. „One Man Band“ (David Courtney, Leo Sayer) 3:53
2. „It's a Hard Life“ (Courtney, Sayer) 3:39
3. „Giving it All Away“ (Courtney, Sayer) 3:26
4. „Thinking“ (Courtney, Sayer) 4:25
5. „World Over“ (Paul Korda) 3:13
6. „Oceans Away“ (Goodhand-Tait) 3:19
7. „One of the Boys“ (Gibbons) 2:46
8. „Avenging Annie“ (Pratt) 4:33
9. „Say It Ain't So, Joe“ (Murray Head) 4:20
10. „Parade“ (Goodhand-Tait) 3:44
11. „Free Me“ (Russ Ballard) 4:00
12. „Without Your Love“ (Billy Nicholls) 3:18
13. „Waiting for a Friend“ (Nicholls) 3:25
14. „Walking in My Sleep“ (Adey, Green) 3:28
15. „Parting Would Be Painless“ (Kit Hain) 3:43
16. „After the Fire“ (Pete Townshend) 4:37
17. „Let Me Down Easy“ (Bryan Adams, Jim Vallance) 4:10
18. „The Pride You Hide“ (Dalgleish, Daltrey, Tesco) 4:33
19. „Under a Raging Moon“ [Single Version] (Downes, Parr) 4:34
20. „Lover's Storm“ (Kelly, Usher) 3:53[2]